# Sassi di Matera
Els Sassi di Matera (en català: Pedres de Matera) conformen el centre històric de la ciutat de Matera d'Itàlia.
Reconegut per la Unesco com a patrimoni de la humanitat, els "Sassi" no s'identifiquen amb un monument sinó amb un sistema de vida i un model que ha persistit al llarg de mil·lennis.
El nom "Sassi" identifica els dos principals barris on es troba el centre històric de la ciutat de Matera: la "Civita" i el "Piano" (el pla). Al voltant de la "Civita" hi ha el Sasso Barisano i el Sasso Caveoso.
El Sasso Barisano pren el seu nom per la seva posició. Està orientada cap al nord-oest cap a Bari, i va ser la primera
Sasso Caveoso, orientat al sud, pren el seu nom de la ciutat de Montescaglioso, coneguda a la Mitja Edat com Mons Coveous. Es caracteritza per cases excavades a l'interior del tuf, construïdes una damunt de l'altra. Amb el material excavat, es feia la part frontal de la casa, tancant així la "gruta", donant-los el nom de "casa-gruta". El disseny d'aquestes cases s'assembla a la càvea d'un teatre, amb cases grutes que baixen fins al Gravina. Originalment, aquesta àrea era posterior a Civita i Sasso Barisano, es va començar a poblar només després d'un fort flux migratori de poblacions balcàniques durant el segle xvi.
Moltes de les cases excavades a l'interior de la calcarenita han estat habitades sense interrupció des de l'edat de bronze. La primera definició de Sasso com a zona pedregosa habitada es remunta a un document de 1204 i al llarg dels anys ha estat habitat per diferents pobles i cultures.
A l'informe de la comissió que va verificar que el lloc compleix amb els criteris d'avaluació de la UNESCO, indica que la candidatura de Matera compleix els següents criteris:
Criteri III: El Sassi i el Parc de les Esglésies rupestres de Matera representen un exemple destacat d'un assentament tallat en roca, adaptat perfectament al seu entorn geomorfològic i ecosistèmic i amb continuïtat durant més de dos mil·lennis.
Criteris IV: La ciutat i el parc constitueixen un exemple destacat d'un conjunt arquitectònic i paisatgístic que il·lustra una sèrie d'etapes significatives de la història de la humanitat.
Criteris V: La ciutat, i el parc representen un exemple destacat d'assentament humà tradicional, i d'ús de la terra que mostra l'evolució d'una cultura que ha mantingut una relació harmoniosa amb el seu entorn natural al llarg del temps.
Aquest sorprenent escenari ha servit d'ambientació per a diverses pel·lícules més o menys famoses, tant italianes com estrangeres, entre les quals destaca "La passió de Crist" de Mel Gibson.

## Galeria d'imatges

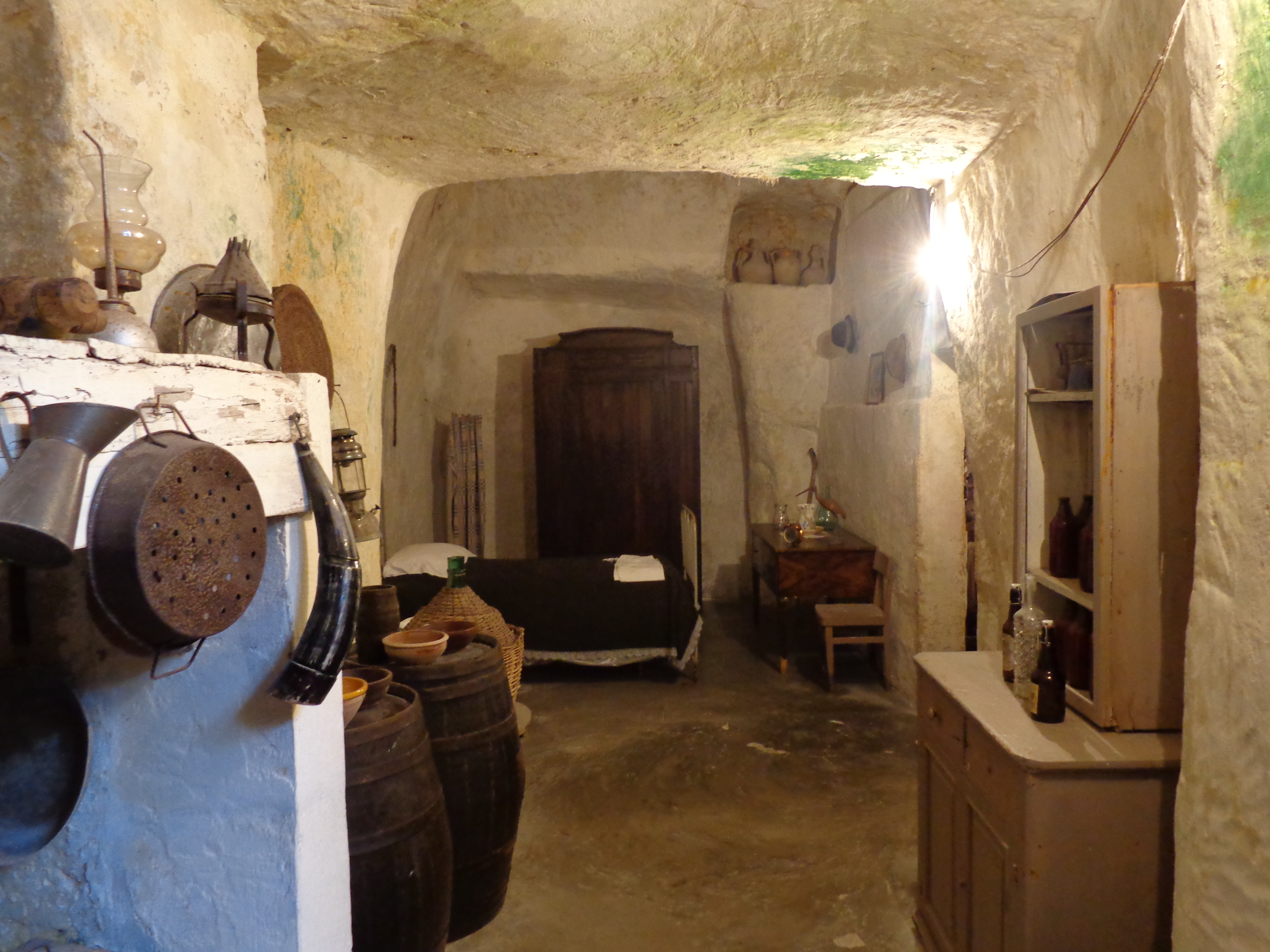
Casa gruta de Vico Solitario
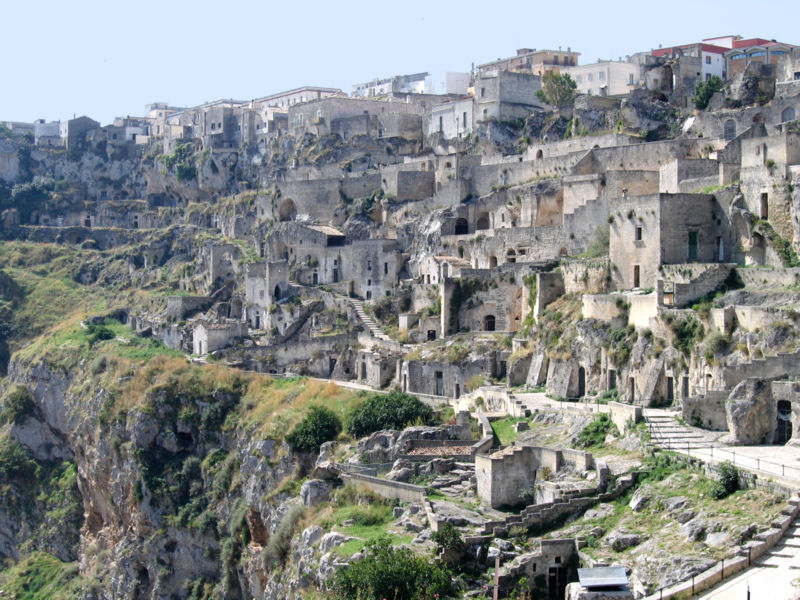
Sasso Caveoso